# Jonathan Blake Fun Club
Jonathan Blake Fun Club, JBFC, är en liten exklusiv fanclub tillägnad Povel Ramel. Klubben grundades 4 november 1982 av nio Povel Ramel-anhängare, med Bill Friman som ordförande. När Friman avgick som ordförande 2007 utsågs han till hedersledamot och efterträddes av Ingemar Perup. Enligt en överenskommelse mellan medlemmarna och Povel Ramel skulle klubben upplösas efter hans död. 
JBFC delade åren 1986–2005 ut Purjolökspriset (Allium Porrum) till kända medarbetare till Povel Ramel. Priset bestod av en purjolök i lera, oftast tillverkad av klubbmedlemmen Leif Gellberg, samt en middag med klubben och Povel Ramel. Klubbens namn kommer sig av att Povel Ramel 1958 gestaltade den före detta TV-stjärnan "Jonathan Blake" i Knäppupp-musikalen Funny Boy.

## Mottagare av Purjolökspriset
- 1986 - Hans Alfredson
- 1987 - Hasse Ekman
- 1988 - Martin Ljung
- 1989 - Mille Schmidt
- 1990 - Brita Borg
- 1991 - Yngve Gamlin
- 1992 - Gunwer Bergkvist
- 1993 - Sten Kärrby
- 1994 - Stig Wallgren
- 1995 - Susanna Ramel
- 1996 - Sven Olson
- 1997 - Alice Babs
- 1998 - Wenche Myhre
- 1999 - Birgitta Andersson
- 2000 - Grynet Molvig
- 2001 - Stig Grybe
- 2002 - Vicky von der Lancken
- 2003 - Anna Sundqvist
- 2004 - Anders Eljas
- 2005 - Mikael Ramel